# Isabelle Patissier
Isabelle Patissier (Sainte-Foy-lès-Lyon, 1 de març de 1967) és una campiona mundial francesa d'escalada de roques i més recentment una pilot de ral·li. És coneguda per haver guanyat dues copes del món d'escalada (1990, 1991) i per ser la primera dona de la història a escalar una via de 8b (5.13d).

## Carrera com a escaladora
Patissier va començar a escalar als 5 o 6 anys amb els seus pares. Als 14 anys va practicar l'alpinisme a Chamonix i també eslàlom i esquí alpí. L'any 1986, a l'edat de 19 anys, va guanyar la primera competició oficial francesa d'escalada, que va tenir lloc al pavelló esportiu de Vaulx-en-Velin a pocs passos del seu institut, escalant descalça. Després d'això, es va dedicar a temps complet a l'escalada i l'any 1988 es va convertir en la primera dona a ascendir un 8b (Sortilèges a Cimaï) i en campiona de França. Posteriorment guanyaria aquest títol tres vegades més.
El 1995 es va retirar de l'escalada. L'any 2000 va debutar en l'automobilisme al ral·li Aïcha des Gazelles du Maroc i el 2002 va competir com a pilot en el seu primer ral·li París-Dakar.

## Escalades notables
8b (5.13d)

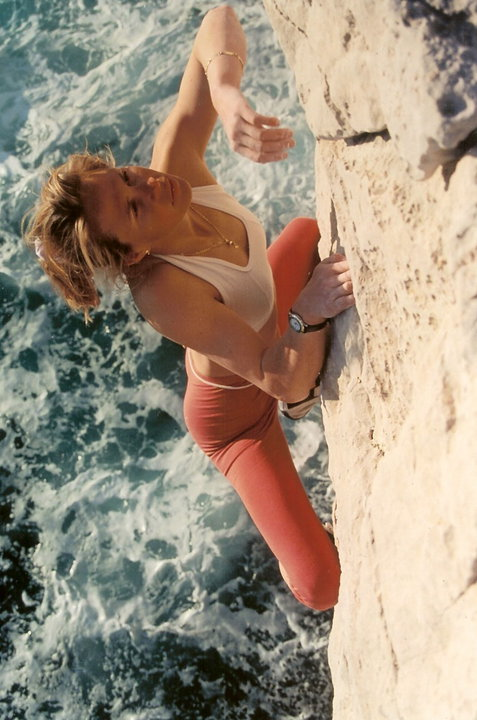
Patissier ascendint a les Calanques

- Les sucettes à l'anis - Cimaï (FRA) - 1989
- Sortilèges - Cimaï (FRA) - 1988 - La primera dona de la història a assolir un 8b (5.13d)

8a (5.13b)
- Échographie - Gorges del Verdon (FRA) - 1988

7c (5.12d)
- Katapult - Frankenjura (GER) - 1985

## Classificacions

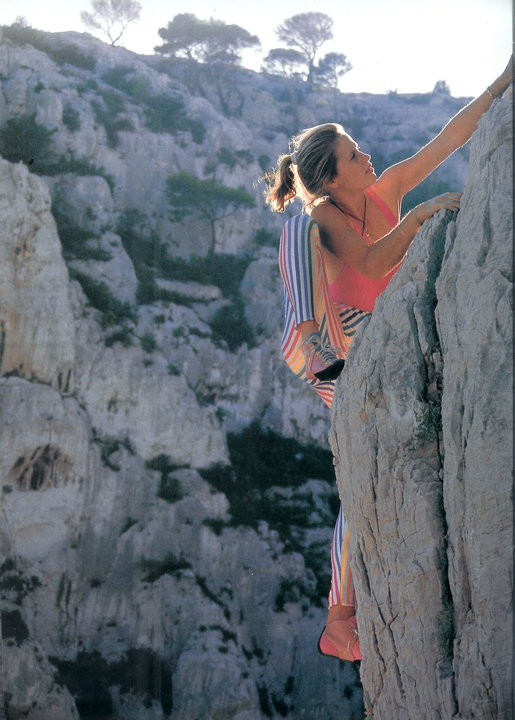

### Copes del Món d'escalada de dificultat
| 1989 | 1990 | 1991 | 1992 | 1993 | 1994 |
| ---- | ---- | ---- | ---- | ---- | ---- |
| ?    | 1    | 1    | 2    | 7    | 2    |

### Campionats del Món d'escalada de dificultat
| 1991 | 1993 |
| ---- | ---- |
| 2    | 3    |

### Campionats d'Europa d'escalada de dificultat
| 1992 |
| ---- |
| 2    |

### Escalada de dificultatRock Master
| 1987 | 1988 | 1989 | 1990 | 1991 | 1992 |
| ---- | ---- | ---- | ---- | ---- | ---- |
| 3    | 2    | 2    | 2    | 1    | 2    |

### Nombre de medalles a les Copes del Món d'escalada de dificultat
| Temporada | 1a | 2a | 3a | Total |
| --------- | -- | -- | -- | ----- |
| 1989      |    |    |    |       |
| 1990      | 2  | 2  | 1  | 5     |
| 1991      | 3  | 1  |    | 4     |
| 1992      | 1  | 3  | 2  | 6     |
| 1993      | 1  |    | 1  | 2     |
| 1994      |    | 2  | 1  | 3     |
| Total     | 7  | 8  | 5  | 20    |

## Resultats de ral·li
- 2000 - 3Com Star Challenge - 2a
- 2000 - Trophy des Gazelles - 3a
- 2004 - 1a dona campiona mundial (categoria de Producció), amb l'Equip Nissan Dessoude
- 2004 - Oman Desert Express - Guanyadora
- 2004 - Ral·li de Tunísia - 9a
- 2006 - Ral·li de Tunísia - 7a
- 2007 - Ral·li de Tunísia - 4a
- Ral·li Dakar - competit els anys 2002, 2003, 2004, 2006, 2007, 2009, 2010, 2011 (3a en 2WD, 16a en la classificació general) i 2012[3]

## Vida personal
Entre 1993 i 1996 va estar casada amb Nicolas Hulot, un periodista i presentador de televisió. Anys més tard es va casar amb el seu copilot i mecànic, Thierry Delli-Zotti.

## Filmografia
Ha protagonitzat diversos reportatges per a televisió, entre els qualsː
- Bambous, de Philippe Lallet (1987) / 30 min
- La Voie Royale, de Philippe Lallet (1988) / 7 min
- Les vacances d'Isabelle, de Philippe Lallet (1989) / 6 min
- La Forêt des Pierres, de Philippe Lallet (1989) / 10 min
- Spider woman, de Philippe Lallet (1992) / 12 min
- Was wissen wir übers Klettern? d'Udo Neumann (2008) / 75 min